# Ребиндер, Иван Михайлович
Иван Михайлович Ребиндер (нем. Reinhold Johann von Rehbinder; 8 мая 1733 — 1 марта 1792) — заметный деятель екатерининской эпохи из остзейского рода Ребиндеров: дипломат, генерал-поручик, глава ряда наместничеств.
Награждён орденами Св. Александра Невского, Св. Владимира и Св. Анны.

## Биография
С юных лет (1747 год) был записан в военную службу. Состоя в войсках, Ребиндер стал известен молодой великой княгине Екатерине Алексеевне (будущей императрице Екатерине II) и упоминается в числе первых её приверженцев при восшествии на престол: 8 марта 1762 года он был назначен резидентом русского правительства в вольном городе Данциг. В 1763 году он был послан императрицей в Любек для встречи ландграфини Гессен-Дармштадтской, которую Екатерина собственноручным письмом, отвезённым Ребиндером, приглашала в Россию.
Произведенный 4 сентября 1764 года в вице-полковники Кирасирского полка, он вернулся к своей деятельности в Данциге, где ему приходилось делать отпор стремлениям Фридриха II и поддерживать интересы России и не окрепшего ещё тогда правительства Екатерины.
За время продолжительного пребывания в Данциге в качестве резидента в самое смутное время, переживаемое тогда этим краем, проявил дипломатические способности и своей деятельностью возбудил сильное неудовольствие короля прусского. В 1767 году склонил магистрат города Данцига приступить к диссидентской конфедерации, за что императрица обещала сохранить городу права и привилегии, данные ранее русским правительством. Иногда Ребиндер поддерживал Данцигский магистрат вопреки даже предписаниям русского правительства, восставая против стремлений прусского короля завладеть Данцигским портом.
В 1774 году получил отпуск и уехал из Данцига: по этому поводу прусский король писал 15 марта 1774 года своему поверенному в Петербурге графу Сольмсу следующее: «Отпуск, данный Россией своему резиденту в Данциге, является при настоящих обстоятельствах весьма кстати. Человек этот, занимаясь сам торговлей и преследуя лишь интересы негоциантов, увлекался корыстными целями и всячески старался в донесениях опровергать мои неоспоримые права, а потому я чрезвычайно доволен, что он на время удален от дел». В 1775 году Ребиндер окончательно покинул Данциг, который вскоре попал под юрисдикцию Пруссии.
Произведенный по прибытии в Россию в генерал-майоры, он в 1778 году был назначен полоцким губернатором и вместе с тем «правящим должность правителя Белорусского наместничества».
С 1779 года — генерал-поручик. С 1783 года нижегородский генерал-губернатор, а в 1786 году стал генерал-губернатором нижегородским и пензенским. В этой должности и скончался в Нижнем Новгороде 1 (12) марта 1792 года. На посту генерал-губернатора зарекомендовал себя с наилучшей стороны; ему была присуща чисто немецкая деловитость и исключительная справедливость.

## Семья
Женился 28 марта 1763 года на баронессе Вильгельмине-Елене фон Штакельберг. У них было 12 детей, родившихся с 1763 по 1784 г. В их числе Шарлотта Елена (1764—1835), вышедшая замуж 8 января 1781 года за генерала И. И. Михельсона.
Вторая жена — Христина-Маргарита фон дер Пален (1746—1803).